# Sita
Sita é uma personagem da Mitologia hindu, um avatar de Sri Lakshmi, a deusa hindu que denota bom sinal, boa fortuna, prosperidade, sucesso, felicidade. Ela é estimada como o modelo de virtudes femininas e para todas as mulheres hindus.

## História
Sita foi a esposa de Rama, na realidade filha da deusa Terra e surgida num lago de dentro de uma flor de lótus. Foi encontrada pelo piedoso rei de Mitila, Janaka Maharaja, que a criou como uma filha. A narrativa purânica (ancestral) conta que o Maharaja Janaka era o guardião do famoso arco de Xiva (Shiva), tão grande e pesado que era transportado por uma junta de dez bois enormes.
O rei editou um édito, onde Sita seria dada em casamento ao xátria (kshatyia) que conseguisse armar o arco de Xiva. Anualmente havia um torneio onde se reuniam os xátrias mais poderosos para tentar a proeza, mas nenhum deles jamais conseguira sequer erguer o arco.
Rama surgiu no palácio do Maharaja conduzido por um sábio que o apresentou como um sério pretendente à mão de Sita. Rama possuía compleição delicada e era apenas um adolescente de pouco mais de 14 anos.
Meio que relutante o rei permitiu que Rama se apresentasse no torneio como pretendente à mão de Sita, e na tentativa de armar o arco, Rama foi tão poderoso que fraturou o arco ao vergá-lo.
Rama e Sita se casaram numa cerimônia magnífica e depois disso foi levada a Ayodhya, a capital de Rama para ali residir com o esposo.
Por intrigas palacianas, Rama foi condenado ao exílio na floresta por 14 anos e Sita o acompanhou no exílio.
Na floresta o demônio Ravana abduziu Sita e a levou para Sri Lanka, a sua capital na ilha do Ceilão. Rama,  auxiliado pelo rei dos macacos, Sugriva e pelo ministro do rei, Hanuman, organizaram um exército fantástico para resgatar Sita em Lanka.
A epopéia militar (Yuddha Kanda – Livro da Guerra) do Ramayana é incrivelmente bela e detalhada, e o episódio mais marcante é a construção da ponte entre o sul da Índia (Setubhanda) e a ilha de Lanka, realizada pelo exército de macacos, ursos e com a participação de todas as demais entidades vivas, para a assédio final à capital de Ravana